# Le Vrai Mambo
Le Vrai Mambo est une chanson française composée en 1952 par Henri Betti sur des paroles d'André Hornez. Elle a été déposée à la Sacem le 11 mars 1952 et éditée par Paul Beuscher.

## Liste des pistes
- 78 tours —  Columbia DF 3437 enregistré le 17 novembre 1952 avec une orchestration de Jacques-Henry Rys.

A. Le Vrai Mambo
B. La p'tite Môme de Paris (musique de Jack Ledru et paroles de Robert Chical)

## Reprises
La chanson a été enregistrée par les accordéonistes Aimable, Édouard Duleu, Frédo Gardoni, Étienne Lorin et Émile Prud'homme.
En avril 1953, Virginie Morgan enregistre la chanson à l'orgue électrique pour son album Virginie Morgan à l'orgue électrique n°4. En octobre de la même année, Henri Génès enregistre la chanson avec l'orchestre de Marius Coste.
En 1954, Jerry Mengo enregistre la musique de la chanson avec son orchestre pour l'album Club de Danse qui obtient le Grand Prix du disque 1954 de l'Académie Charles-Cros. 
En 1957, l'orchestre de Georges Derveaux joue la musique de la chanson à l'émission 36 chansons présentée par Jean Nohain.
En 1985, l'orchestre de Robert Quibel joue la musique de la chanson à l'émission Thé dansant présentée par Charles Level où l'orchestre joue également la musique de la chanson Le Régiment des mandolines.

## Filmographie
En 1953, Henri Betti interprète la chanson au piano dans le court-métrage Trois Hommes et un piano réalisé par André Berthomieu où il interprète également au piano C'est si bon mais en trio avec Léo Chauliac et Raymond Trouard.
En 1954, la mélodie est jouée dans le film L'Œil en coulisses réalisé par André Berthomieu où la mélodie de Rien dans les mains, rien dans les poches est également jouée.
En 1958, la mélodie est jouée dans le court-métrage Les Oursins réalisé par Jean Painlevé.